# Luottejaure
Luottejaure är en sjö i Kiruna kommun i Lappland och ingår i Skjomavassdragets huvudavrinningsområde. Sjön har en area på 0,453 kvadratkilometer och ligger 940,2 meter över havet. Sjön avvattnas av vattendraget Kärpelijåkka.

## Delavrinningsområde
Luottejaure ingår i det delavrinningsområde (754648-159208) som SMHI kallar för Utloppet av Luottejaure. Medelhöjden är 972 meter över havet och ytan är 3,3 kvadratkilometer. Räknas de 2 avrinningsområdena uppströms in blir den ackumulerade arean 40,94 kvadratkilometer. Avrinningsområdets utflöde Kärpelijåkka mynnar i havet. Avrinningsområdet består mestadels av kalfjäll (87 procent). Avrinningsområdet har 0,44 kvadratkilometer vattenytor vilket ger det en sjöprocent på 13,2 procent.